# Eros Perversion
Eros Perversion è un film del 1979 diretto da Ron Wertheim.
Film erotico ispirato a La dodicesima notte di Shakespeare e raccontato con gli stilemi del musical.

## Produzione
La troupe originale, inglese, fu sostituita con una italiana in corso d'opera. In Italia è uscito nell'estate del 1980 nelle sale a luci rosse, pur non essendo un film pornografico.. La colonna sonora del film è stata realizzata dal compositore Nico Fidenco.